# ادوارد گارگن
ادوارد گارگن (انگلیسی: Edward Gargan؛ ‏ ۱۷ ژوئیهٔ ۱۹۰۲ – ۱۹ فوریه ۱۹۶۴) بازیگر اهل ایالات متحده آمریکا بود. وی بین سال‌های ۱۹۳۱ تا ۱۹۵۳ میلادی فعالیت می‌کرد. وی برادر بزرگ‌تر ویلیام گارگن بود.

## گزیدهٔ فیلم‌شناسی
- زیارت
- بامشل
- ملکه کریستینا
- ما دوباره زندگی می‌کنیم
- مردگان متحرک
- طلای ساتر
- آقای دیدز به شهر می‌رود
- هیچ‌کس احمق نیست
- مرد من گادفری
- شجاع کلمه‌ایست برای کری
- سن کوئنتین
- دلفریب
- پرورش بیبی
- مدرسه جنایت
- مردان بسیار احمقند
- سبکبار و بی‌خیال
- یه مرد لاغر دیگه
- قلعه
- جانی آپولو
- باک بانی دوباره می‌راند
- دختر میلیون دلاری
- آبشار نیاگارا
- به شکار ارواح می‌رویم
- خواهر من آیلین
- پرنسس اوروک
- در اکلاهمای سابق
- روزی روزگاری
- دره سن فرناندو
- لاغرخان میره خونه
- قدرتمند (فیلم ۱۹۴۵)
- گاوبازها
- همسر
- غول کوچک
- اسکودا هو! اسکودا هی!
- جو یانگ قدرتمند
- عاشق‌پیشه
- کوچیکه از تگزاس
- پدر عروس
- والنتینو
- وقت خواب برای بونزو
- ملاقات ابوت و کاستلو با مرد نامرئی